# Верходанов, Олег Васильевич
Олег Васильевич Верходанов (17 марта 1965 — 5 апреля 2020) — российский астрофизик, популяризатор науки, доктор физико-математических наук, ведущий научный сотрудник Специальной астрофизической обсерватории РАН, член Международного астрономического союза.

## Биография
Родился 17 марта 1965 года в Новгороде.
Учился в школе № 15. Затем поступил на Математико-механический факультет Ленинградского государственного университета.
Большую часть жизни прожил в поселке Нижний Архыз, где работал в Специальной астрофизической обсерватории. Известен не только своей научной, но и популяризаторской деятельностью. Увлекался настольным теннисом, сбором грибов, игрой на гитаре. Основное время посвящал научной работе и популяризации науки в области астрофизики и космологии.
Скончался 5 апреля 2020 года от сердечного приступа.

## Научная деятельность

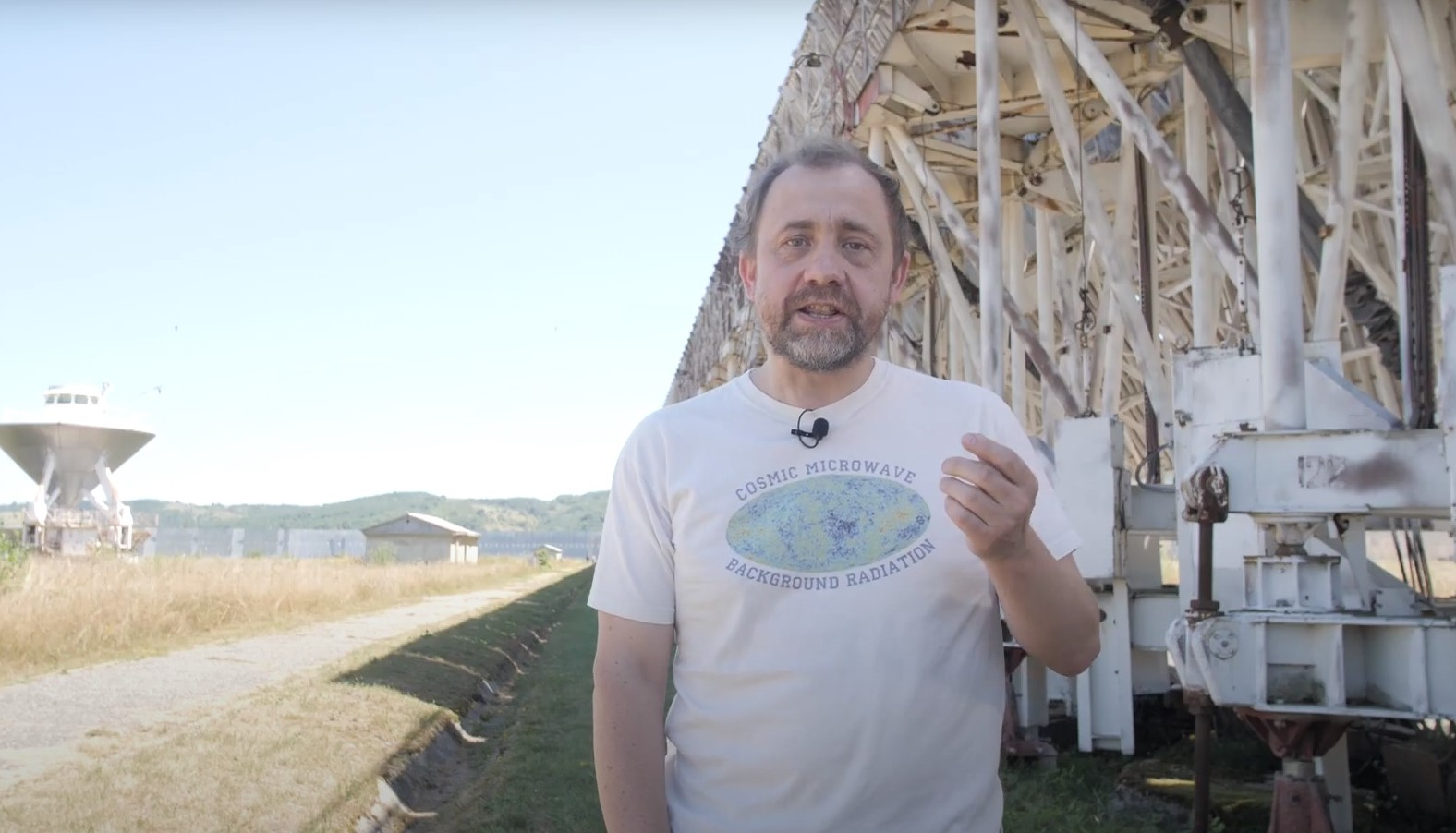
Олег Верходанов на фоне радиотелескопа РАТАН — 600

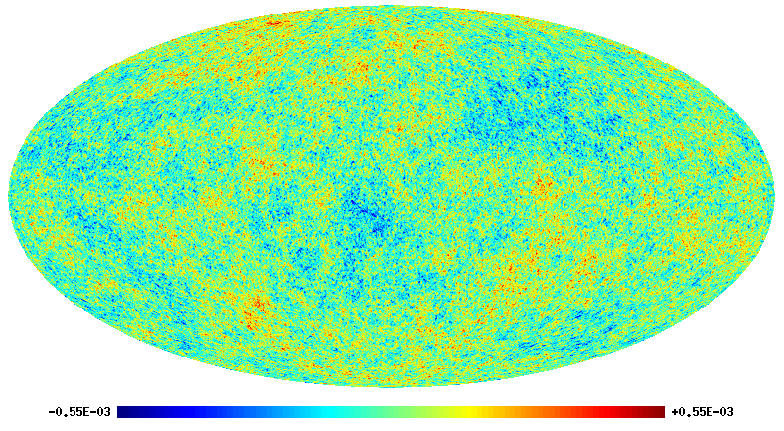
Смоделированная карта по заданным alm-моментам до ell=3000 из ΛCDM-космологической модели

С 1982 по 1987 годы обучался на Математико-механическом факультете Ленинградского государственного университета.
После завершения аспирантуры (руководитель акад. Ю. Н. Парийский) в 1993 году защитил диссертацию на соискание учёной степени кандидата физико-математических наук по теме «Методы исследования радиоисточников в режиме околозенитного синтеза на РАТАН-600».
В 2005 году защитил диссертацию на соискание учёной степени доктора физико-математических наук по теме «Методы и результаты наблюдательной радиокосмологии» в Астрокосмическом центре Физического института имени П. Н. Лебедева (АКЦ ФИАН) РАН.
Начиная с 1987 года работал в Лаборатории радиоастрофизики Специальной астрофизической обсерватории. Возглавлял группу изучения галактик и космологии.
С 2004 года был приглашённым профессором в Teoretisk Astrofysik Center (TAC) и Институте Нильса Бора в Копенгагене, где работал с советскими и российскими астрофизиками-теоретиками и космологами И. Д. Новиковым и П. Д. Насельским.
С 2005 года — приглашённый учёный в Имперском колледже Лондона.
Разработчик программного обеспечения для анализа наблюдательных данных радиотелескопа РАТАН-600 и алгоритмов фазового анализа распределения яркости на картах микроволнового фона.
Руководил созданием и развитием системы поддержки радиоастрономической базы данных CATS.
Один из разработчиков пакета GLESP для создания и обработки карт Реликтового излучения.
Участвовал в совместной работе, в которой была впервые обнаружена негауссовость распределения флуктуаций яркости на первой экспериментальной карте космического микроволнового фона (WMAP) и доказано её наличие из-за радиоизлучения Галактики.
Основные научные результаты в области радиоастрономии, космологии, исследовании далёких радиоисточников. Автор либо соавтор более двухсот научных работ и более девяноста докладов на научных конференциях.

### Образовательная деятельность
Являлся одним из идеологов Астрофизической школы фонда «Траектория» (АФШ «Траектория»), был одним из ключевых участников оргкомитета по разработке учебной и научной программы АФШ «Траектория». За время первого трёхлетнего цикла работы (2016—2019) АФШ являлся постоянным преподавателем и научным руководителем проектных работ участников АФШ, а также школьных и научных публикаций. Внёс огромный вклад в процесс формирования у участников АФШ мировоззрения, научного и критического мышления, а также навыков общечеловеческих взаимоотношений. Многие школьники поступили в вузы на астрономические и инженерные специальности.
Даты проведений школ:
- 1-я Астрофизическая школа «Общие астрофизические проблемы», Специальная астрофизическая обсерватория РАН, Нижний Архыз, 7—21 августа 2016 года;
- 2-я Астрофизическая школа «Физические аспекты астрофизики», Коуровская астрономическая обсерватория Института естественных наук и математики Уральского федерального университета, 1—10 апреля 2017 года;
- 3-я Астрофизическая школа «Возникновение и эволюция пространственных структур во Вселенной: звезд, галактик и скоплений галактик», Специальная астрофизическая обсерватория РАН, Нижний Архыз, 5—20 августа 2017 года;
- 4-я Астрофизическая школа «Инструменты и методы современной астрофизики», Пущинская радиоастрономическая обсерватории АКЦ ФИАН, 31 марта — 8 апреля 2018 года;
- 5-я Астрофизическая школа «Релятивистская астрофизика», Университет Турку, Финляндия, 12—27 августа 2018 года;
- 6-я Астрофизическая школа, Ереванский физический институт им. А. Алиханяна, Бюраканская астрофизическая обсерватория им. В. А. Амбарцумяна, Армения, 25 марта — 3 апреля 2019 года;
- 7-я Астрофизическая школа, Специальная астрофизическая обсерватория РАН, Нижний Архыз, 4—19 августа 2019 года.

Один из организаторов и лектор астрономических школ для школьников:
- XIII Нижне-архызская осенняя астрономическая школа, Специальная астрофизическая обсерватория РАН, 3—12 ноября 2010 года;
- XIV Нижне-архызская осенняя астрономическая школа, Специальная астрофизическая обсерватория РАН, 1—10 ноября 2014 года;
- Летняя (7-я) школа современной астрофизики «Наблюдательная и теоретическая космология», проведённая при поддержке фонда Дмитрия Зимина «Династия» и Международного центра фундаментальной физики в Москве, Специальная астрофизическая обсерватория РАН, Нижний Архыз, 14—27 августа 2011 года.

Лекции для школьников — «Современная космология: взгляд радиоастронома» (культурно-просветительский центр «Архэ»), «Реликтовое излучение Вселенной: драмы и победы», «Космология и цивилизация», «К 140-летию Альберта Эйнштейна».

### Популяризация науки
Олег Верходанов вёл активную просветительскую деятельность, участвовал во многих научно-популярных проектах, рассказывая о строении, эволюции, жизни Вселенной и космических объектов. Читал лекции по космологии и активным галактикам для широкой публики в Санкт-Петербургском планетарии («Открытия в астрофизике XXI века (персональный взгляд)» и «Мощнейшие объекты Вселенной»), выступал в «Планетарии 1» с лекциями «Реликтовое излучение как основной космологический тест» и «Что нужно знать, чтобы создать Вселенную».
Участвовал в проекте «Научная гостиная» фонда «Траектория»: «Как устроена Вселенная: Как мы об этом узнали?», «Жизнь во Вселенной» (совместно с Сергеем Фабрикой и Дмитрием Вибе в рамках фестиваля «Астрофест-2017», «Открытия в новых областях астрономии и цивилизация» (совместно с Сергеем Троицким в рамках фестиваля «Астрофест-2018», «Загадки физики и космологии и пути их разрешения».
Участие в научно-просветительском форуме «Учёные против мифов — 12» (29.02—01.03.2020) портала Антропогенез.ру с докладом «Мифы о Большом взрыве: как из „ничего“ получилось „всё“?» — одно из последних его выступлений.

## Награды
- 2008—2009 — лауреат программы «Выдающиеся ученые. Кандидаты и доктора наук РАН» Фонда поддержки отечественной науки[4].
- 2010—2012 — лауреат Фонда Дмитрия Зимина «Династия» по программе поддержки молодых физиков — докторов наук[4].
- 2016 — победитель конкурса «Лучшие обзоры УФН 2016» с обзором «Космологические результаты космической миссии „Планк“. Сравнение с данными экспериментов WMAP и BICEP2»[4].

## Оценки деятельности
- Доктор физико-математических наук, член-корреспондент РАН Юрий Ковалёв: «Без рождённой Олегом с коллегами базы данных CATS просто не могу представить наших исследований активных галактик в последние лет двадцать»[4].
- Научный обозреватель газеты «Коммерсантъ. Наука» Александр Черных в 2018 году написал: «Олег Верходанов — большой патриот своей науки и готов часами объяснять её важность»[5].

## Публикации

### Монографии
- Верходанов О. В., Парийский Ю. Н. Радиогалактики и космология. — М.: Физматлит, 2009. — 304 с. — ISBN 978-5-9221-1135-5.

### Научно-популярная литература
Книги под научной редакцией Олега Верходанова, изданные при поддержке фонда «Траектория»:
- Грэм Лоутон. Происхождение (почти) всего / Пер. с англ. Анастасии Бродоцкой / Научные редакторы Олег Верходанов, Алёна Якименко. — М.: Corpus, 2020.
- Приямвада Натараджан. Карта Вселенной: Главные идеи, которые объясняют устройство космоса / Пер. с англ. Арсена Хачояна и Инны Черкашиной. — M.: Альпина нон-фикшн, 2019.
- Говерт Шиллинг. Складки на ткани пространства-времени. Эйнштейн, гравитационные волны и будущее астрономии / Пер. с англ. Натальи Колпаковой. — М.: Альпина нонфикшн, 2018.
- Одиноки ли мы во Вселенной? Ведущие ученые мира о поисках инопланетной жизни / Под ред. Джима Аль-Халили / Пер. с англ. Натальи Кияченко. — М.: Альпина нон-фикшн, 2018.

### Видеолекции
Астрофизическая школа «Траектория»
- Радиогалактики 1-я АФШ, САО РАН, Нижний Архыз, 17/08/2016
- Современная космология 1-я АФШ, САО РАН, Нижний Архыз, 19/08/2016
- Астрофизика. Лекция 1: "Вращение" 2-я АФШ, Коуровская обсерватория, 6/04/2017
- Астрофизика. Лекция 2: "Сложные системы" 2-я АФШ, Коуровская обсерватория, 7/04/2017
- Астрофизика. Лекция 3: "Электромагнитный спектр" 2-я АФШ, Коуровская обсерватория, 9/04/2017
- Как сгенерировать природный шум 2-я АФШ, Коуровская обсерватория, 7/04/2017
- Как читать астрономические данные 3-я АФШ, САО РАН, Нижний Архыз, 7/08/2017
- Часть 1. Рождение и эволюция невидимой вселенной 3-я АФШ, САО РАН, Нижний Архыз, 9/08/2017
- Часть 2. Космология видимой вселенной 3-я АФШ, САО РАН, Нижний Архыз, 9/08/2017
- Часть 3. Карты реликтового излучения в разных вселенных 3-я АФШ, САО РАН, Нижний Архыз, 15/08/2017
- Хочу быть астрономом. Что делать? 4-я АФШ, ПРАО АКЦ ФИАН, Пущино, 3/04/2018
- Радиоинтерферометрия 4-я АФШ, ПРАО АКЦ ФИАН, Пущино, 7/04/2018
- Нобелевские премии по астрофизике.Что в них поучительного?  4-я АФШ, ПРАО АКЦ ФИАН, Пущино, 6/04/2018
- Космологические тесты I: классические тесты 5-я АФШ, Университет Турку, 18/08/2018
- Космологические тесты II: современные тесты 5-я АФШ, Университет Турку, 18/08/2018
- Космологические тесты III: реликтовое излучение 5-я АФШ, Университет Турку, 20/08/2018
- К 140-летию Альберта Эйнштейна 6-я АФШ, Ереван, 28/03/2019
- Реликтовое излучение и элементарные частицы 6-я АФШ, Ереван, 29/03/2019
- Космология и антропный принцип 7-я АФШ, САО РАН, Нижний Архыз, 10/08/2019

Публичные лекции
- Современная космология: взгляд радиоастронома 21/04/2017, Культурно-просветительский центр «Архэ», Москва
- Научная гостиная "Жизнь во Вселенной" 23/04/2017, Астрофест 2017, Снегири, Московская обл.
- Реликтовое излучение Вселенной: драмы и победы 24/04/2017, Президентский физико-математический лицей № 239, Санкт-Петербург
- Генетический код Вселенной 15/11/2017, Интеллектуальное пространство «Зануда», Санкт-Петербург
- Научная гостиная "Открытия в новых областях астрономии и цивилизация" 21/04/2018, Астрофест 2018, Снегири, Московская обл.
- Космология и цивилизация 18/11/2018, Санкт-Петербургский губернаторский физ.-мат. лицей № 30
- Реликтовое излучение как основной космологический тест 18/11/2018, Yota Lab, Планетарий 1, Санкт-Петербург
- Вопрос лектору 5/01/2020, Фонд Траектория, Москва
- Нобелевская премия по астрофизике 2019г. Филлип Джеймс Пиблс. 5/01/2020, III семинар учителей, Фонд Траектория, Москва
- Мифы о Большом взрыве: как из «ничего» получилось «всё»? 1/03/2020, Научно-просветительский Форум «Ученые против мифов-12», Москва
- Как появился наш мир. Памяти лектора 4/01/2020, Фонд Траектория, Москва
- Приближение к непонятному в космологии. Памяти лектора 4/01/2020, Фонд Траектория, Москва

Удивительная радиовселенная
- Лекция 1. Радиоастрономия и радиотелескопы. 12/04/2019 (запись 05/10/2017)
- Лекция 2. Механизмы радиоизлучения. 19/04/2019 (запись 05/10/2017)
- Лекция 3. Радиогалактики. 28/04/2019 (запись 05/10/2017)
- Лекция 4. Реликтовое излучение. 12/05/2019 (запись 05/10/2017)
- Лекция 5. Реликтовое излучение. Дополнение. 27/05/2019 (запись 05/10/2017)
- Лекция 6. Современная картина Мира. 12/06/2019 (запись 05/10/2017)

Лекции «Постнаука»
- Радиогалактики 11/2014
- Стандартная космологическая модель 11/2014
- Аномалии реликтового излучения 11/2014
- Гигантские радиогалактики 8/09/2018
- Нестыковки в космологии 8/09/2018
- Астрономия в повседневности 8/09/2018
- Наблюдательные тесты космологии и стандартный спектр 8/09/2018
- История исследований реликтового излучения 15/11/2018
- Главный космологический тест 15/11/2018
- Карта неоднородностей реликтового излучения 15/11/2018
- Реликтовое излучение как универсальный код 15/11/2018
- Великое закрытие реликтовых гравитационных волн 15/11/2018
- Курс "Реликтовое излучение" 2014—2018 (с включением лекций Д. C. Горбунова, В. А. Рубакова, А. А. Старобинского).
- Интервью "Что я знаю — Как мы наблюдаем Вселенную" 17/05/2019
- Астрономические ошибки 26/06/2019
- Космологические принципы 26/06/2019
- Как увидеть Вселенную 26/06/2019